# Oued Zem
Pour les articles homonymes, voir Zem.
 (août 2015).
 (mai 2009).
Si vous disposez d'ouvrages ou d'articles de référence ou si vous connaissez des sites web de qualité traitant du thème abordé ici, merci de compléter l'article en donnant les références utiles à sa vérifiabilité et en les liant à la section « Notes et références ».
Oued Zem, parfois surnommée la ville martyre, est une ville marocaine de plus de 115 000 habitants (2023), mais l'agglomération de Oued Zem regroupe plus de 200 000 habitants. C'est une communauté urbaine qui se situe dans la région de Béni Mellal-Khénifra, au sein de la province de Khouribga.
Oued Zem est la ville des martyrs. Le nom de la ville se compose de deux mots : Oued, mot arabe qui indique la rivière et Zem, mot Amazigh qui signifie « lion », en référence à la rivière et au lion (lion de l'Atlas) qui faisait peur aux gens qui la traversaient. Pour cette raison, la région est nommée Oued Zem, ou la rivière du lion.

## Géographie

### Localisation
La ville de Oued Zem se situe au centre du Maroc, dans l'axe Casablanca-Béni Mellal, à 152 km de la première ville et à 72 km de la seconde. Elle se situe également à 173 km au sud-est de Rabat et 250 km au nord-ouest de Marrakech.

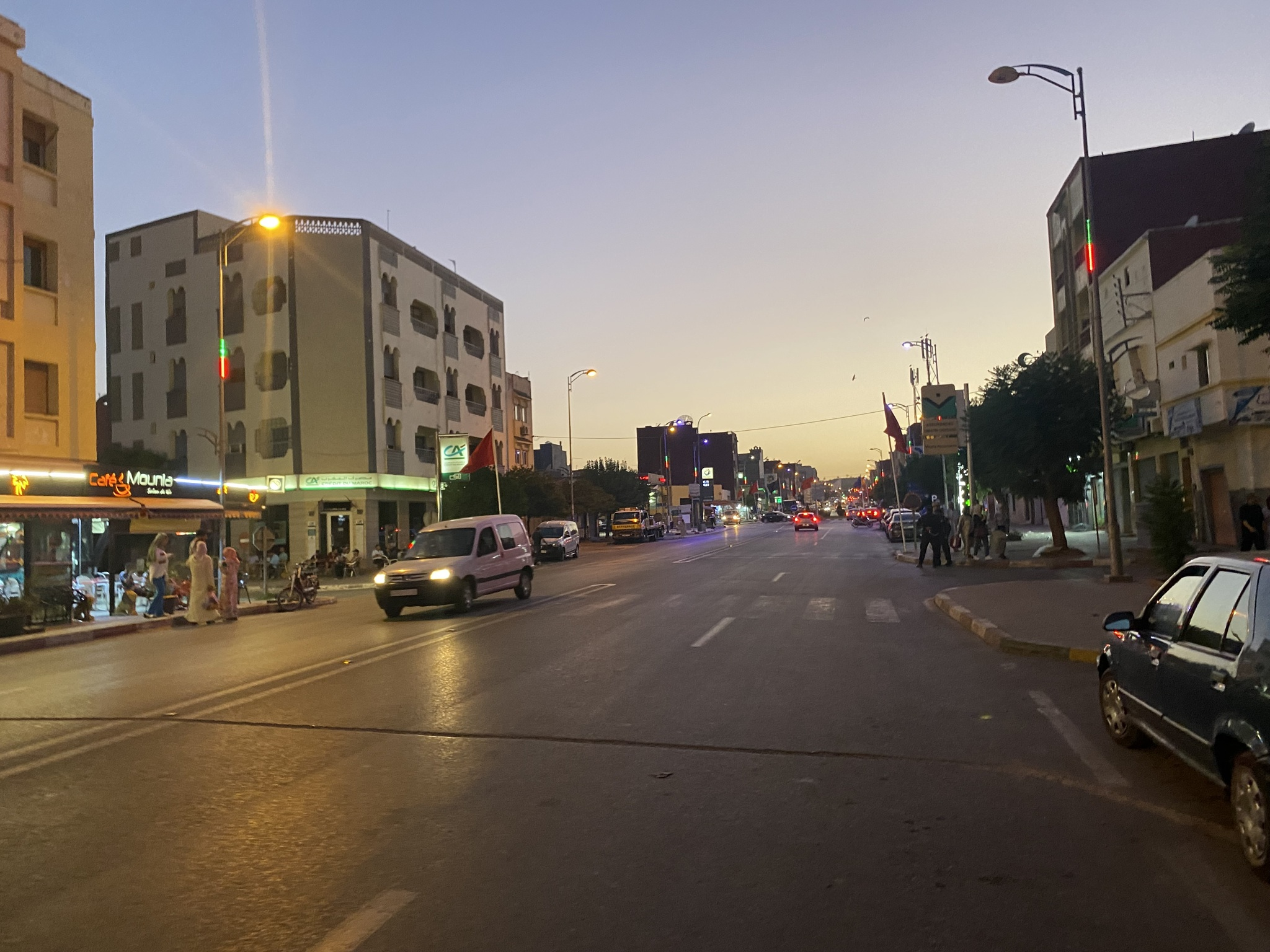

Lors de la conquête française du Maroc, la situation stratégique de la ville permet aux troupes de Charles Mangin d'accéder à Khénifra par le village de Sidi Lamine, près de Bejaâd, où siège le service de renseignement pour la surveillance des tribus Zayanes, et particulièrement le contingent de Mouha Ou Hammou Zayani.

### Tribus
La ville se partage entre trois principales tribus arabes : Smaâla, Beni-Smir et Béni-Khirane, ce qui explique la forte immigration rurale vers la ville et plus généralement vers la province.
Smaâla est la plus grande tribu, elle représente une proportion très importante des habitants de Oued Zem. Elle est limitée par Beni-Khirane, Legfaf et Bir Mezoui à l’ouest et par Beni Smir au sud. La tribu Smaâla se compose de plusieurs petits groupes ou « douars » : Brakssa, Lahouazem, Ouled Fennane, Aachachga, Ouled Eddik, Troch, Sialgha.

### Climat
Oued Zem est connue pour son climat chaud et tempéré : été sec et hiver humide. Les précipitations atteignent jusqu’à environ 448 mm chaque année ; la température moyenne est de 18 °C toute l’année.
Le vent soufflant dans la région est faible ; il souffle du nord en été et du nord et nord-est en saison des pluies.

## Caractéristiques
Jusqu'en 1917, la ville n'existait pas, tout ce qu'il y avait était une source d'eau près du mausolée Mohamed El Hadri, près duquel se trouvait une caserne militaire. À l'époque de la colonisation, cette source d’eau est changée en un lac d'une surface de 400 m2 par les français, dont le but était de se doter de l'eau. Pour le rendre plus beau, ils lui ont donné la forme de la carte de Paris : de cela est née son appellation « Petit Paris ». Le lac se trouve actuellement au centre de la ville, entouré d'une grande surface verte.

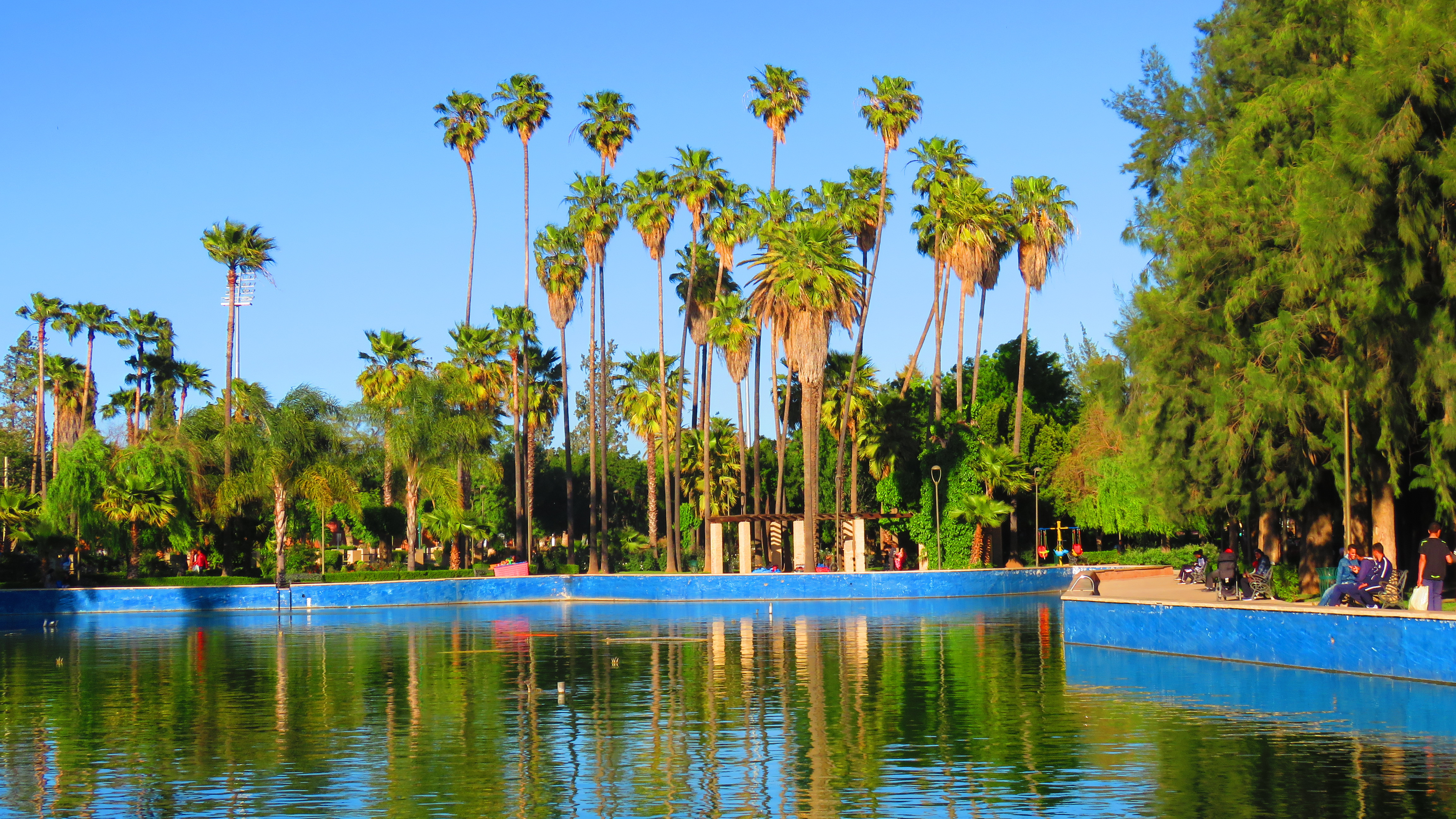
Lac de Oued Zem.

La ville a développé de grandes balades vertes sur plusieurs kilomètres qui permettent aux habitants de pouvoir se balader puis d'arriver au lac, c'est un projet qui se veut à la fois écologique et social.
À Oued Zem se trouve le plus grand moulin du Maroc[réf. nécessaire]. C'est également la ville où est construite la première gare ferroviaire du Maroc, la ville étant un point de passage central vers d’autres régions du pays.
Dans la région, il existe différents gisements de minéraux, notamment des phosphates découvert en 1921, du fer qui se trouve à Ait Ammar (Beni Khayrane) et qui représente « un tiers de la production nationale en 1952 ». La ville elle-même est bâtie au pied des gisements de phosphate à une altitude comprise entre 860 et 875 mètres. Elle s'étend sur une cuvette traversée par la rivière Zem de l'est vers l'ouest puis vers le sud.
Sur le plan économique, la ville se situe entre deux régions agricoles : la région de Tadla (caractérisée par des produits agricoles spéciaux[évasif] et délimitée par la région de Zaër et le Moyen Atlas à l'est et au sud-est) et la région Chaouia.
Par ailleurs, « la ville martyre » est un carrefour routier reliant les quatre points cardinaux du royaume. C'est cette particularité qui incite les militaires de s'installer, dès le début de la colonisation, à proximité de l'Oued Zem. C'est peut-être aussi cette particularité qui lui permet d'être rattachée au réseau national autoroutier grâce à la nouvelle autoroute Berrechid - Beni Mellal, reliant Berrechid (ville située à 30 km de Casablanca) à Beni Mellal.
La ville est également reliée à la capitale économique de Casablanca par le train, permettant aux habitants de Oued Zem de se rendre rapidement à Casablanca et de pouvoir bénéficier de la ligne TGV reliant Casablanca à Tanger. Les opportunités d'affaires sont de plus en plus nombreuses.
La ville de Oued Zem se développe à grande vitesse. Elle attire les investissements et de nombreux projets qui modifient le visage de la ville[réf. souhaitée].

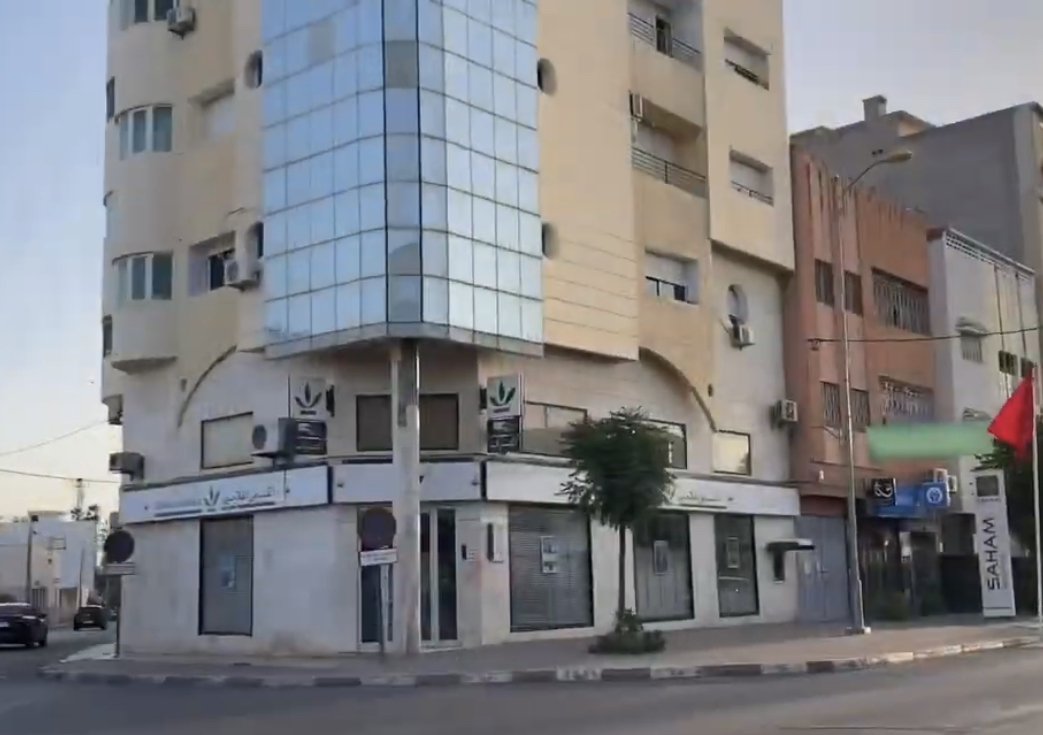
Développement de la ville de Oued Zem

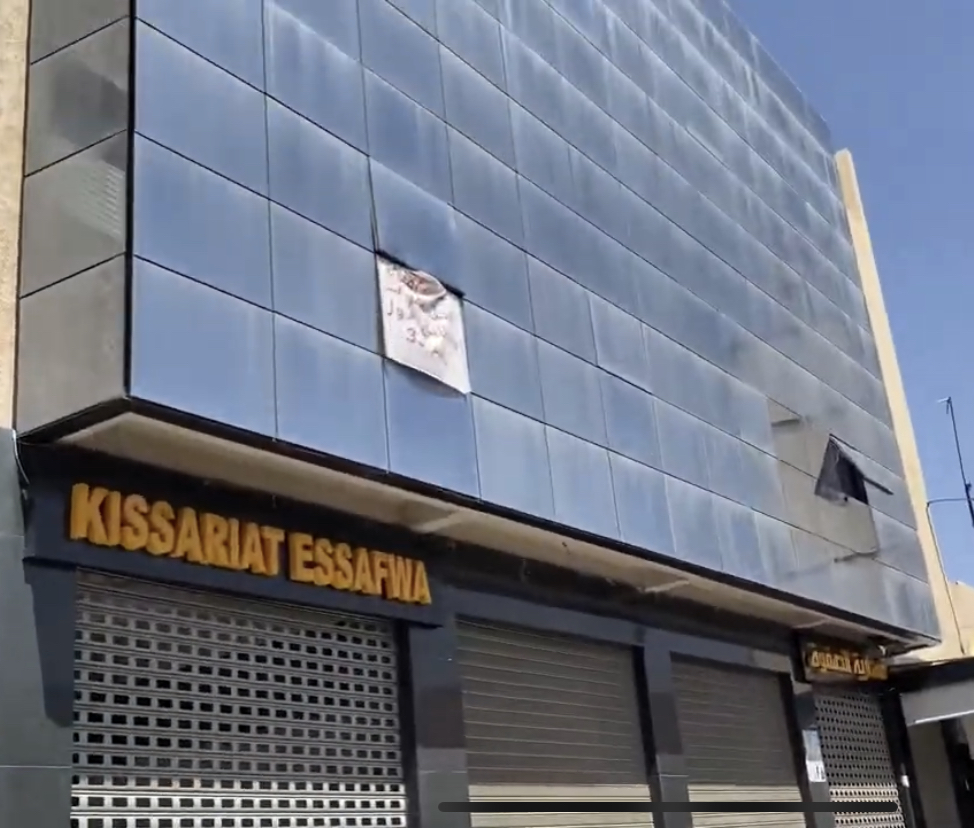
Galerie commerciale près de l’ancienne Kissaria.

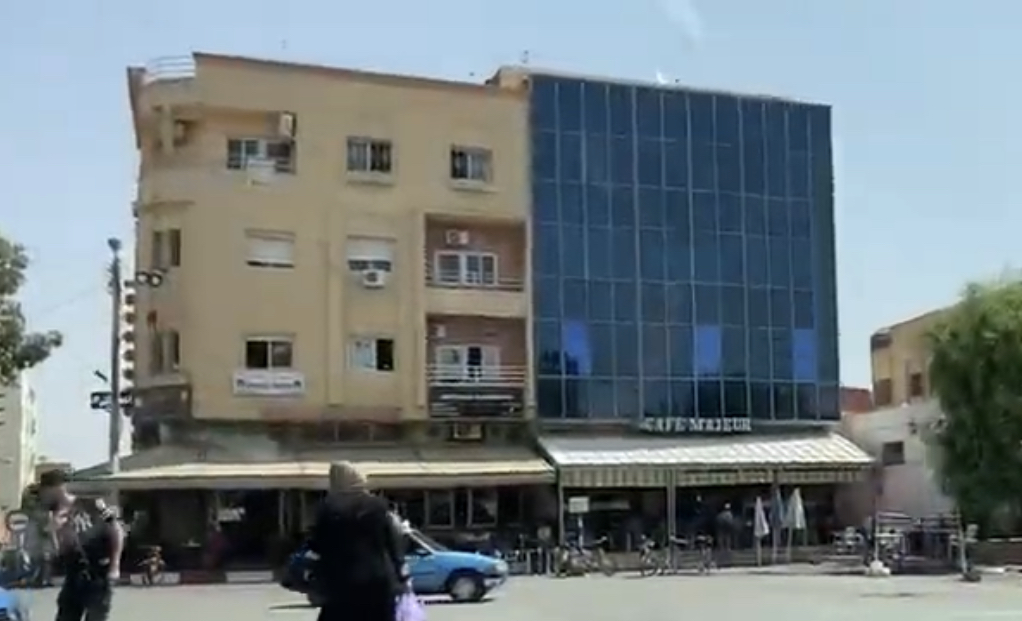
Place centrale de la ville

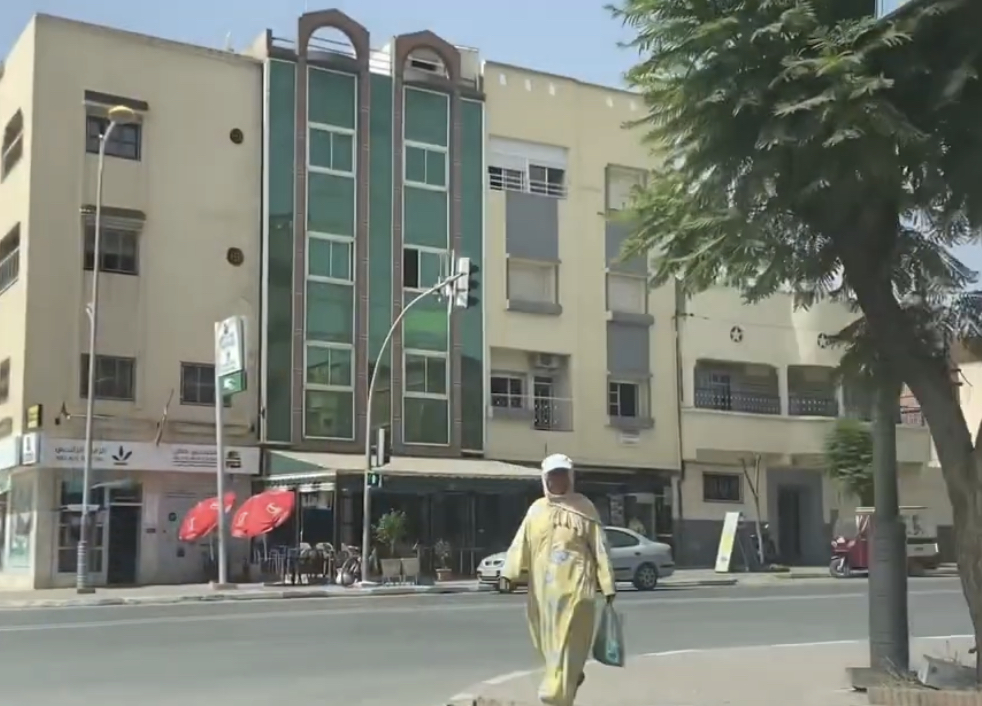
Centre d’Affaires de Oued Zem

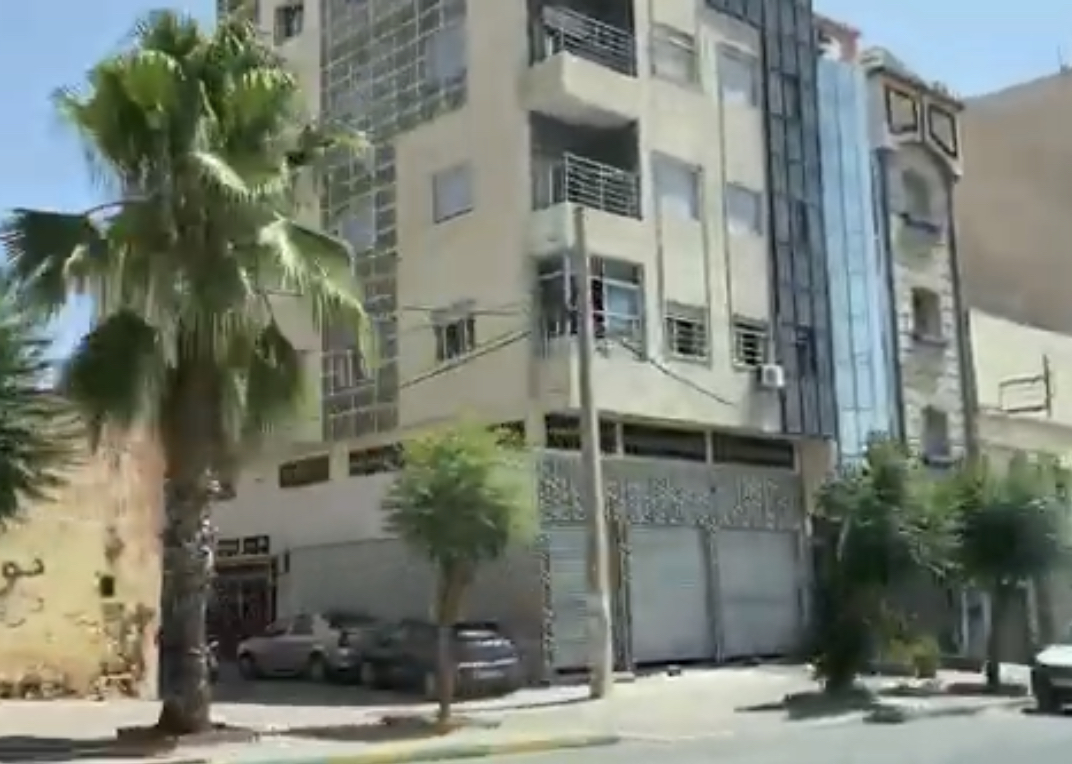
Développement de la ville

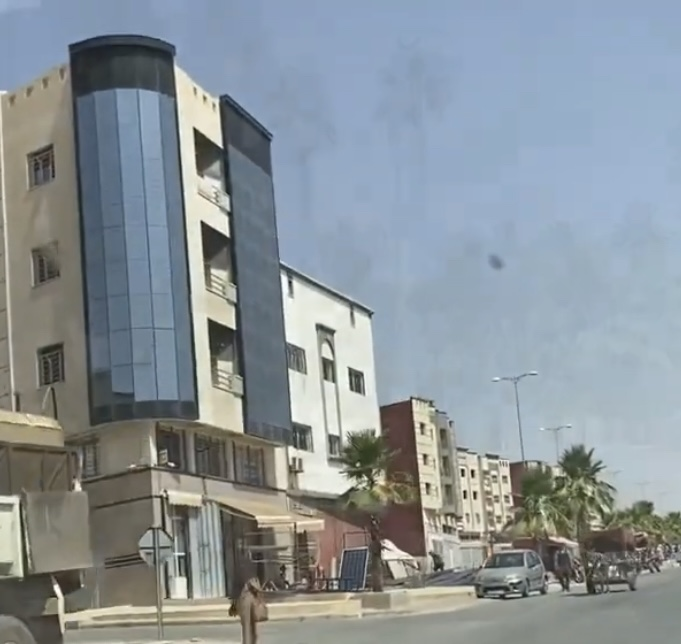
Périphérie de la ville

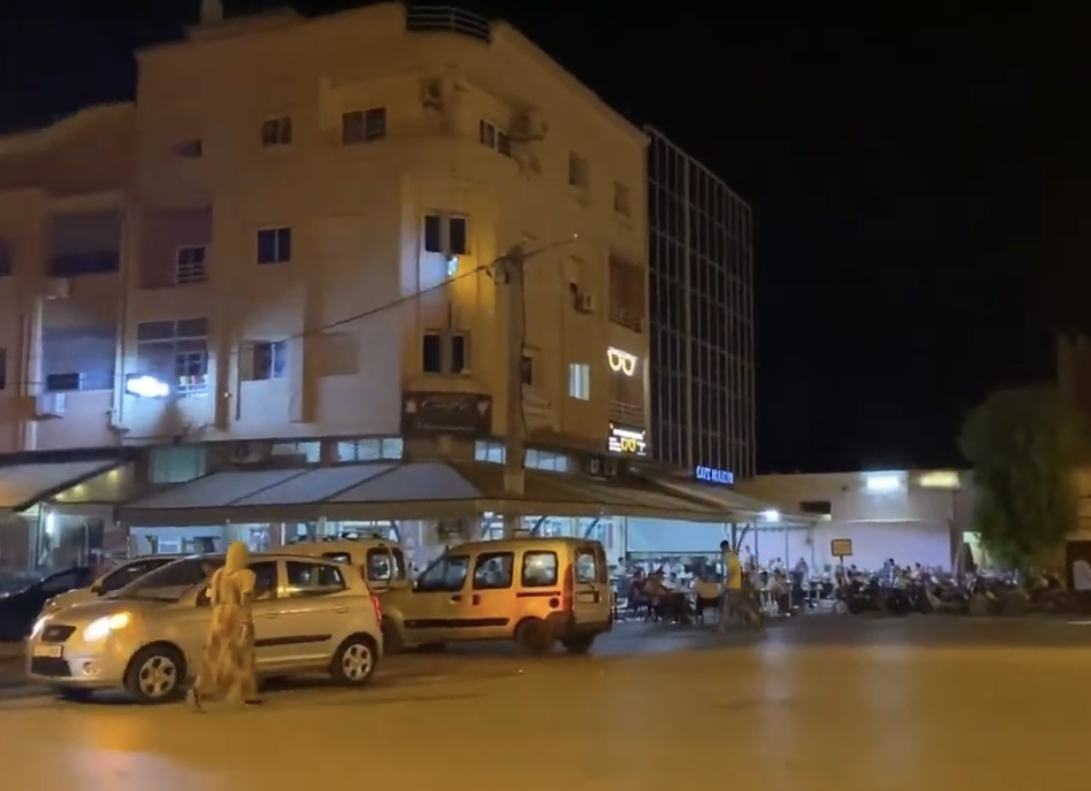
La ville de nuit.

## Sport et culture

### Club de football
Une équipe de football est présente à Oued Zem, le Rapide Club d'Oued-Zem (RCOZ), évoluant en 2024 en deuxième division marocaine. Créée par les Français en 1926, c'est l'une des plus anciennes équipes du pays. L'équipe adopte comme couleurs le bleu et blanc et sa mascotte est le lion. Le club joue ses rencontres depuis 1926 au Stade municipal de Oued Zem qui connaît de grands travaux d'extension[Quand ?] pour passer de 5 000 spectateurs à 15 000 spectateurs.

## Massacre de 1955
Le 20 août 1955, pendant la période de déposition du sultan Mohamed Ben Youssef, a lieu à Oued Zem un soulèvement des tribus arabes de la région (Smaâla, Beni-Smir et Béni-Khirane, etc.) qui débouche sur le massacre d'un nombre important de Français. Entre 50 et 75 Européens sont massacrés,, dont des femmes, des enfants et des animaux domestiques. Les civils européens, armés pour la plupart, se défendent, ce qui explique la mort de certains insurgés. L'hôpital de la ville est l'objet de meurtres et de saccages par les insurgés. La riposte de l'armée française, et notamment de la légion étrangère, suit la violence de l'attaque et se solde notamment par l'exécution, sous le feu des soldats de la légion étrangère dont le contingent est composé à ce moment et à cet endroit de soldats d'origine allemande, de responsables désignés par les chefs des tribus d'insurgés. Elle aboutit à de nombreuses victimes marocaines dans la ville même de Oued Zem et au village voisin, Aït Ammar. Dix-sept cadres d'origine européenne, travaillant à la mine de fer, sont tués par des insurgés venus de Oued Zem. Au Maroc, après l'indépendance, le souvenir de l'ampleur de la répression donne à Oued Zem le statut de ville martyre.

### Édifice de la Révolution
Un édifice est installé dans la ville, qui rend hommage à la résistance contre la colonisation, et fait particulièrement référence au massacre du 20 août 1955. Les trois fusils qui trônent en haut de l'édifice représentent les trois tribus de la ville. Ce monument est inauguré le 20 août 2005, à l'occasion du cinquantième anniversaire de la révolte et du massacre.